# Inspiral Carpets
Inspiral Carpets är ett rockband från Oldham i Greater Manchester, England, som tillsammans med band som Happy Mondays och Stone Roses var med och formade Madchester-vågen i början av 1990-talet. 

## Bandmedlemmar
Nuvarande medlemmar
- Graham Lambert – gitarr (1983–1995, 2003–)
- Craig Gill – trummor (1983–1995, 2003–)
- Stephen Holt – sång (1983–1989, 2011–)
- Clint Boon – keyboard, sång (1987–1995, 2003–)
- Martyn Walsh – basgitarr (1989–1995, 2003–)

Tidigare medlemmar
- Glenn Chesworth – keyboard (1983–1987)
- Tony Feeley – basgitarr (1983–1987)
- Dave Swift – basgitarr (1987–1989)
- Mark Hughes – basgitarr (1987)
- Tom Hingley – sång (1989–1995, 2003–2011)

## Diskografi
Studioalbum
- Life (1990)
- The Beast Inside (1991)
- Revenge Of The Goldfish (1992)
- Devil Hopping (1994)

Samlingsalbum
- The Singles (1995)
- Radio 1 Sessions (1999)
- Cool As (2003)
- Cool As (2003) (CD/DVD)
- Keep the Circle (2007)

Singlar och EP (urval)
- Joe (1989) (EP)
- Peel Sessions (1989) (EP)
- Island Head (1990) (EP)
- Peel Sessions #2 (1992) (EP)
- "I Want You" (1994)
- "Uniform" (1994)
- "Dragging Me Down" (2000) (12" singel)
- "Come Back Tomorrow" (2003)
- "You're So Good for Me" (2012)